# Thomas McCall
Thomas McCall, škotski mehanik, popravljalec in izdelovalec lesenih koles, * 1834, Penpont, Škotska, † 1904, Kilmarnock, Škotska.
Rojen v Penpontu, je pri 20 letih prišel v Kilmarnock, kjer je živel do svoje smrti leta 1904. Leta 1869 je zgradil dve različici dvokolesnega velocipeda z ročicami in palicami, ki vrtijo ročico na zadnjem kolesu (periodiki Angleški mehanik 5/14/1869 in 6/11/1869). To je bil odziv na francoske velocipede sredi šestdesetih let dvajsetega stoletja z ročicami pedalov na sprednjih kolesih. Pravzaprav je ta ideja o zadnjem kolesu v tem letu obsedla še sedem izumiteljev (Lessing 1991).
Ko je v osemdesetih letih dvajsetega stoletja bogati trgovec s koruzo po imenu James Johnston začel kampanjo za pripisovanje »prvega pravega« kolesa njegovemu stricu Kirkpatricku MacMillanu in njegovi domovini Dumfries na splošno, je modele McCall pripisal MacMillanu in jih datiral v leto 1839. Skeptiki trdijo, da je razlog, da je McCall zgradil repliko svojih strojev, ki naj bi bili razstavljeni kot MacMillan na sejmu Stanley 1896 po ukazu Johnstona, lahko le potreba po denarju. Ta domnevna replika je zdaj v observatoriju Dumfries.